# Freude am Tanzen
Freude am Tanzen ist ein Plattenlabel für elektronische Tanzmusik aus Jena.
Für verschiedene Konzepte und Musikrichtungen wurden die beiden Sublabels Musik Krause im Jahr 2002 und FAT2Inch im Jahr 2010 gegründet.

## Geschichte
Das Veranstalter-Duo Thomas Sperling & Daniel Mauss nutzte 1996 das Markenzeichen „Freude am Tanzen“ zum Auftakt einer House-Party-Reihe in Jena. Im Laufe der Zeit gab es dann die Verschiebung zum Platten-Label. Das erste Release erschien im Dezember 1998 auf den Markt. Die FAT001 „Four Sexy Tracks“ mit Robag Wruhme, der sich damals noch DJ Gabor nannte, sowie Marcho und Sweet Charlotte, wurde in einer Auflage von 350 Stück inklusive Einzelnummerierung produziert. 1999 übernahm das Kölner Label Kompakt den Vertrieb.
Das zweite Release FAT002 wurde in schwarzes Vinyl gepresst mit Tracks von DJ Gabor und den Gamat 3000 Kollegen aus Leipzig. Der darauf veröffentlichte Track „Summertime“ von Gabor erschien im Jahr 2000 als Remix-EP FAT003 mit Matthias Tanzmann, DJ Till, Marcho und den Wighnomy Brothers. Es folgten in den kommenden Jahren eine Vielzahl an Alben und Singles von verschiedenen Künstlern wie zum Beispiel Mathias Kaden, Wighnomy Brothers, Douglas Greed, Marek Hemmann, Daniel Stefanik, Matthias Tanzmann, DJ Koze und Jackmate.
2001 eröffnete das Label seinen eigenen Plattenladen Fatplastics. 2002 wurde schließlich mit dem ersten Release von Metaboman das Sublabel Musik Krause gegründet. 2004 folgte die Initiative Rave Strikes Back in Form einer Webseite.
2010 richtete sich das Label verstärkt digital aus. So wurde die FAT-ZIG Digitalreihe mit einem ersten Release von Douglas Greed in der Form der FAT-ZIG001 „Luxusdiskussion“ veröffentlicht. Außerdem erscheint in regelmäßigen Abständen die FAT-POD Podcastreihe mit Mixen der Labelartists. Ihre Wurzeln nicht vergessend, organisiert Freude am Tanzen nach wie vor das ganze Jahr über verschiedene Label-Veranstaltungen.

## Diskografie
| Katalognummer | Künstler                           | Titel                                   | Jahr |
| ------------- | ---------------------------------- | --------------------------------------- | ---- |
| FAT 001       | Various                            | Four Sexy Tracks (12")                  | 1998 |
| FAT 002       | Various                            | Distille Cup (12")                      | 1999 |
| FAT 003       | DJ Gabor                           | Summertime (Remixes) (12")              | 2000 |
| FAT 004       | Wighnomy Brothers / Marcho         | Il Restorante Della ... (12")           | 2001 |
| FAT 005       | Various                            | Golden Eldorado (12")                   | 2001 |
| FAT 006       | Various                            | Raumpatrouille (12")                    | 2002 |
| FAT 007       | Various                            | Fort Knox                               | 2002 |
| FAT 007       | Various                            | Fort Knox (12")                         | 2002 |
| FAT 008       | Freestyle Man / Tapani Tolpanniemi | Boys From Finland (12")                 | 2002 |
| FAT 009       | Wighnomy Brothers                  | Wighnomy EP (12", EP)                   | 2002 |
| FAT 010       | Marcho                             | The Music That I Live (12")             | 2002 |
| FAT 011       | Funky Transport                    | Flygaric Tracks V 1.0. (12")            | 2002 |
| FAT 012       | Matthew Boone                      | Who Instructed The Stars To Shine (12") | 2003 |
| FAT 014       | Gamat 3000                         | Feeling Love (Remixes) (12")            | 2003 |
| FAT 015       | Wighnomy Brothers                  | Bodyrock EP (12", EP)                   | 2003 |
| FAT 016       | Hemmann + Kaden                    | Guten Tag EP (12", EP)                  | 2003 |
| FAT 017       | Soulphiction                       | Soulphiction EP 01 (12", EP)            | 2004 |
| FAT 018       | Hemmann & Kaden                    | 2 Zu 1 EP (12", EP)                     | 2004 |
| FAT 019       | Wighnomy Brothers                  | 3 Fachmisch EP                          | 2004 |
| FAT 020       | Mark-Henning                       | Business Class EP (12", EP)             | 2004 |
| FAT 021       | Hemmann & Kaden                    | Vaganza EP (12", EP)                    | 2005 |
| FAT 022       | DJ Koze                            | Lighta Spuba EP (12", EP)               | 2005 |
| FAT 023       | Onur Özer                          | Freakdisko EP (12", EP)                 | 2005 |
| FAT 024       | Mark-Henning                       | Yeah But No But EP (12", EP)            | 2005 |
| FAT 025       | Adolf Noise                        | Rammelwolle Remixe (12")                | 2006 |
| FAT 026       | Wighnomy Brothers                  | Moppal Kiff (12")                       | 2006 |
| FAT 027       | Hemmann & Kaden                    | Tandem EP (12", EP)                     | 2006 |
| FAT 028       | Douglas Greed                      | Madame C. EP (12", EP)                  | 2006 |
| FAT 029       | Wighnomy Brothers                  | Okkasion EP (12", EP)                   | 2006 |
| FAT 030       | Robag Wruhme                       | Als Rolf Oksen Bart Eins EP (12", EP)   | 2007 |
| FAT 031       | Douglas Greed                      | Girlfriend In A Coma (12")              | 2007 |
| FAT 032       | Kadebostan                         | Caracas Soul EP (12", EP)               | 2007 |
| FAT 033       | Wighnomy Brothers                  | Guppipeitsche (12")                     | 2007 |
| FAT 034       | Jackmate                           | Interspherical Tensions (12")           | 2007 |
| FAT 035       | Mathias Kaden                      | Lucidas EP (12", EP)                    | 2008 |
| FAT 036       | Kadebostan                         | Ruff Dancer EP (12", EP)                | 2008 |
| FAT 037       | Themroc                            | Dash Shopper (12")                      | 2008 |
| FAT 038       | Marek Hemmann                      | Junoka EP (12", EP)                     | 2008 |
| FAT 039       | Daniel Stefanik                    | The Madcap Laughs EP (12", EP)          | 2008 |
| FAT 040       | Hemmann & Kaden                    | Karacho / Synchro EP (12", EP)          | 2009 |
| FAT 041       | Douglas Greed                      | Beuys Don't Cry EP (12", EP)            | 2009 |
| FAT 042       | Marek Hemmann                      | Gemini EP (12", EP)                     | 2009 |
| FAT 043       | Juno6                              | My Name Is Schultz EP (12", EP)         | 2009 |
| FAT 044       | Taron-Trekka                       | Artys Iisii EP (12", EP)                | 2009 |
| FAT 045       | Kadebostan                         | Vodka Wedding EP (12", EP)              | 2009 |
| FAT 046       | Douglas Greed                      | St. Eisbein EP (12", EP)                | 2010 |
| FAT 047       | Marek Hemmann                      | Left / Right EP (EP)                    | 2010 |
| FAT 048       | Taron-Trekka                       | Blue Random EP (12", EP)                | 2010 |
| FAT 049       | Monkey Maffia                      | Monkey Maffia Music Club (12")          | 2011 |
| FAT 050       | Various                            | 5zig                                    | 2011 |
| FAT 051       | Douglas Greed                      | Hurt & Love EP                          | 2011 |
| FAT 052       | Juno6                              | Jenz Lutz EP                            | 2011 |
| FAT 053       | Marek Hemmann                      | Infinity EP                             | 2011 |
| FAT 054       | Taron-Trekka                       | Grom Attaf EP                           | 2011 |
| FAT 055       | Douglas Greed                      | KRL Kumpelinterpretationen              | 2012 |
| FAT 056       | Monkey Maffia                      | M.M.M.C.2.EP                            | 2012 |
| FAT 057       | Pentatones                         | Determiner EP                           | 2012 |
| FATCD 001     | Various                            | Compilation 01 (CD, Comp)               | 2005 |
| FATCD 002     | Wighnomy Bros. & Robag Wruhme      | Remikks Potpourri II (CD, Dig)          | 2007 |
| FATCD 003     | Wighnomy Brothers                  | Metawuffmischfelge (CD, Comp, Mixed)    | 2008 |
| FATCD 004     | Marek Hemmann                      | In Between (CD, Album)                  | 2009 |
| FATCDLP 005   | Marek Hemann feat. Fabian Reichelt | Only Our Hearts To Lose (CD, Album)     | 2011 |
| FATCDLP 006   | Douglas Greed                      | KRL (CD, Album)                         | 2011 |